# Ernst Schrupp
Ernst Schrupp (* 6. April 1915 in Beyenburg bei Wuppertal; † 19. Februar 2005 in Schwelm) war ein deutscher freikirchlicher Theologiedozent, langjähriger Leiter der Bibelschule Wiedenest, Mitbegründer evangelikaler Werke in Deutschland und Autor zahlreicher missionstheologischer Bücher.

## Leben und Wirken
Ernst Schrupp absolvierte vor dem Zweiten Weltkrieg eine kaufmännische Ausbildung. Während des Krieges wurde er schwer verwundet. Nach seiner Genesung – so berichtete Schrupp in seinen Lebenserinnerungen – gelobte er, Gott sein weiteres Leben zur Verfügung zu stellen.
Ernst Schrupp studierte evangelische Theologie und wurde bereits 1948 als Dozent an die Bibelschule Wiedenest berufen. Im Jahre 1959 übernahm er auch deren Leitung, die er bis zum Jahr 1980 innehatte.
Zahlreiche evangelikale Werke und Zusammenschlüsse der Nachkriegszeit gehen auf Initiativen und Impulse Ernst Schrupps zurück. Dazu gehören die Studentenmission in Deutschland (SMD), die Arbeitsgemeinschaft Evangelikaler Missionen (AEM), der Evangeliumsrundfunk (ERF) und die evangelische Nachrichtenagentur idea. Auch das evangelistische Großprojekt Euro 70 mit dem Evangelisten Billy Graham ging auf seine Initiative als Mitglied des Hauptvorstandes der Evangelischen Allianz zurück und wurde zum Modell ähnlicher Projekte der 1980er und 1990er Jahre.
Ernst Schrupp gehörte konfessionell zur Brüderbewegung, sein Blick ging aber immer sehr weit über die Grenzen seiner eigenen Kirchengemeinschaft hinaus. „Sein Wunsch war es“ – so die Bibelschule Wiedenest in einem Nachruf – „die Einheit unter Christen zu stärken, um den gemeinsamen Missionsauftrag wirkungsvoll und glaubwürdig zu vertreten.“

## Positionen
Ein besonderes Interesse Ernst Schrupps galt der Geschichte und der Gegenwart des Volkes Israel. Darin zeigte er eine gewisse Nähe zum christlichen Zionismus.
Schrupp setzte heutige Abtreibung und Sterbehilfe in einen "Vergleich zum Massenmord im Dritten Reich". Bei seinem Rekurs auf den Holocaust fragte er, wie wir "dem modernen Massenmord, der andauernden millionenfachen Tötung ungewollten Lebens, den Herausforderungen 'Abtreibung' und 'aktive Sterbehilfe' als Auswüchse des modernen Sozialdarwinismus" begegnen sollten.

## Werke
- Der moderne Mensch im Geisteskampf der Zeit, Wuppertal 1950
- Der Sinn des Lebens?, Wuppertal 1950
- Blicke in die Weltmission, Wuppertal 1953
- Gott macht Geschichte, Haan 1995
- Israel in der Endzeit. Heilsgeschichte und Zeitgeschehen, 1996, ISBN 3-417-20465-8
- Israel und der Messias, Haan 1997
- Gott – der Herr der Geschichte. Heilsgeschichte in Bibel und Mission, zusammen mit Klaus Brinkmann herausgegeben, Wuppertal 1998.
- Die Gewalt endet am Kreuz, Haan 2001
- Mit Muslimen im Gespräch, Haan 2002
- mit Johanna al Sain: Ich kämpfte für Allah, Haan 2003
- Israel – Hat der Frieden noch eine Chance?, Haan 2003